# Sprawa YOGTZE
Sprawa YOGTZE (niem. Der YOGTZE-Fall), również zagadka Bundesautobahn (niem. Das BAB-Rätsel) – tajemnicze morderstwo niemieckiego technika żywienia Günthera Stolla dokonane w nocy z 25 na 26 października 1984. Sprawa ta została zaprezentowana pół roku później, 12 kwietnia 1985, w magazynie „Aktenzeichen XY... ungelöst” na antenie ZDF. Morderstwo to jest jedną z najbardziej tajemniczych zbrodni w historii współczesnych Niemiec.

## Tło
34-letni Günther Stoll, bezrobotny mieszkaniec Anzhausen (dzisiejszej dzielnicy Wilnsdorfu), był z zawodu technikiem żywienia. Prześladował go strach i myśli, że „oni” go dopadną. Stoll okazjonalnie rozmawiał o tym ze swoją żoną. Raz wspomniał o „nich” wieczorem 25 października, w przeddzień jego zabójstwa. Później, według zeznań żony, Stoll powiedział: „Teraz mi zaświtało w głowie!” (niem. Jetzt geht mir ein Licht auf!), po czym napisał na kartce litery YOG’TZE (trzecim znakiem miała być litera G lub cyfra 6). Chwilę później skreślił napis i wyszedł z domu.
Pojechał swoim samochodem (niebieskim Volkswagenem Golf I) w stronę ulubionej knajpy Papillon, gdzie zamówił piwo i przewrócił się, raniąc przy tym twarz. Świadkowie, którzy pomogli ocucić Stolla, zeznali, że zemdlał, ale nie był pod wpływem alkoholu. Stoll wyszedł z lokalu i wyjechał. Nie wiadomo, co działo się z nim przez następne dwie godziny.
Około godziny 1:00 pojawił się w Haigerseelbach (dziś Seelbach, dzielnica Haigeru), gdzie się wychowywał. Zadzwonił do drzwi Erny Hellfritz (sąsiadki z dzieciństwa), ale nie wszedł do środka. Rozmawiał z nią przez okno, prosząc o pomoc, ponieważ bał się, że stanie mu się coś złego tej nocy. Na to starsza pani odpowiedziała, że nic mu się nie stanie, gdy wróci do żony. Ponieważ było późno, pani Hellfritz poradziła Stollowi, żeby pojechał do domu. Nie wiadomo, co robił przez kolejne 2 godziny.

## Odnaleziony

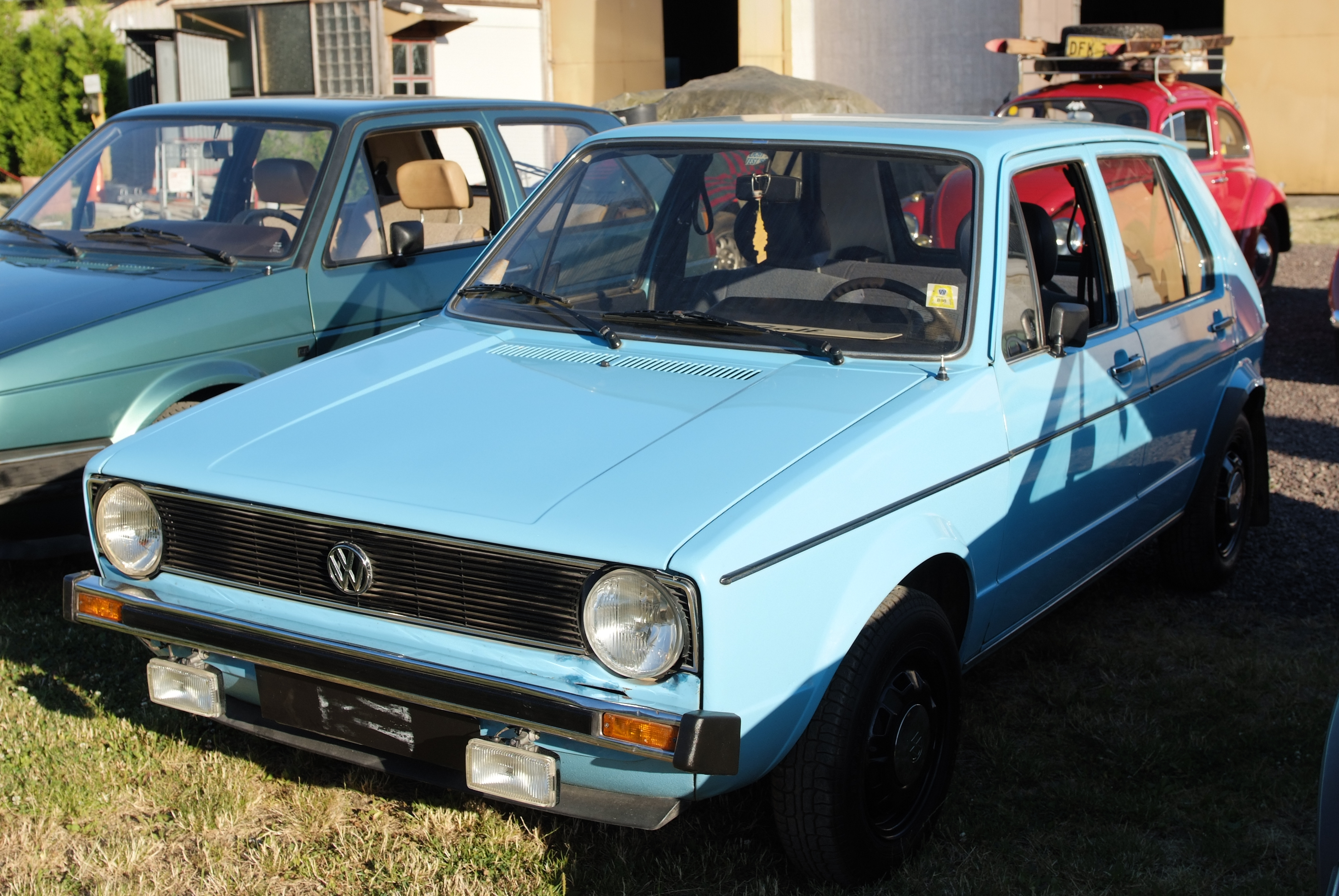
Samochód Volkswagen Golf I, identyczny do tego, którym poruszała się ofiara

Około godziny 3:00 zniszczony samochód Günthera Stolla został zauważony niezależnie od siebie przez dwóch kierowców ciężarówek, Holgera Mefferta i Georga Konzlera. Samochód znajdował się w rowie przy autostradzie A45, blisko zjazdu Hagen-Süd. Kierowcy zeznali, że widzieli mężczyznę w jasnym ubraniu przechodzącego koło samochodu. Po wezwaniu służb, kierowcy znaleźli Stolla nagiego i ciężko rannego w swoim samochodzie. Mówił, że widział czterech mężczyzn, którzy przyczynili się do jego urazów. Gdy kierowcy zapytali go, czy są oni jego przyjaciółmi, ten odpowiedział przecząco. Karetka przyjechała na miejsce. Stoll zmarł w drodze do szpitala.

## Śledztwo
Sekcja zwłok wykazała, że Günther Stoll został potrącony zanim znalazł się w samochodzie. Miejsce, gdzie do tego doszło, nie zostało ustalone. W pobliże zjazdu Hagen-Süd został przeniesiony nagi, w nieznany sposób, podobnie jak i jego niebieski VW Golf I. Inni kierowcy zeznali, że widzieli autostopowicza blisko zjazdu Hagen-Süd. Ani on, ani mężczyzna w jasnym ubraniu, który przechodził koło auta Stolla, nie zostali zidentyfikowani.
Padło przypuszczenie, że sprawa YOGTZE może mieć związek z pobytem Günthera Stolla w Holandii, gdzie nawiązał kontakt z dilerami narkotykowymi. Teza ta nie została udowodniona.
Ciąg znaków „YOG’TZE”, który Stoll napisał w swoim domu, nie został rozwikłany. Pojawiły się przypuszczenia, że może to być radiowy znak wywoławczy Rumunii („YO6TZE”), lub też, że trzy ostatnie litery kombinacji („TZE”) są odwołaniem do dodatku smakowego do jogurtów („YOG”), zwracając uwagę na fakt, iż Günther Stoll pracował jako technik żywienia. Jednak żadne z tych teorii nie rzuciły nowego światła na sprawę tajemniczego zabójstwa.
Nie wiadomo również, jakim motywem kierowali się zbrodniarze – do dziś sprawa nie została wyjaśniona.